# Hibana melloleitaoi
Hibana melloleitaoi là một loài nhện trong họ Anyphaenidae.
Loài này thuộc chi Hibana. Hibana melloleitaoi được Lodovico di Caporiacco miêu tả năm 1947.